# (30019) 2000 DD
2000 دي دي (ويعرف أيضًا باسم (30019) 2000 دي دي وفق تسمية الكوكب الصغير) (بالإنجليزية: 2000 DD)‏ هو كويكب ضمن حزام الكويكبات؛ وترتيبه 30019 من حيث الاكتشاف.
اكتُشف هذا الجُرم الفلكي بواسطة بحث لنكولن عن الكويكبات القريبة من الأرض في 16 فبراير 2000.

## وصلات خارجية
- (30019) 2000 DD في قاعدة بيانات مختبر الدفع النفاث لأجرام النظام الشمسي الصغيرة

- الاكتشاف · مخطط المدار ·  العناصر المدارية · المعلمات المادية

- (30019) 2000 DD على موقع ويكي سكاي: DSS2, SDSS, GALEX, IRAS, Hydrogen α, X-Ray, Astrophoto, Sky Map, Articles and images